# International Superstar Soccer 98
International Superstar Soccer 98 (ufficialmente abbreviato in ISS 98 e conosciuto in Giappone come Jikkyou World Soccer: World Cup France 1998) è un videogioco calcistico sviluppato da Konami Computer Entertainment Osaka e pubblicato esclusivamente per Nintendo 64.
La versione per PlayStation, intitolata International Superstar Soccer Pro 98, è stata sviluppata da Konami Computer Entertainment Tokyo e rappresenta un gioco differente.
Nella copertina del gioco sono raffigurati il calciatore italiano Fabrizio Ravanelli e l'inglese Paul Ince.

## Modalità di gioco
International Superstar Soccer 98 presenta 6 diverse modalità di gioco.
Open Game: partita amichevole contro il computer o un altro giocatore con possibilità di scelta dello stadio, tempo e ora del giorno, nonché handicap della partita (condizioni del giocatore, forza del portiere e numero di giocatori sul campo, da 7 a 11). È possibile anche fare da spettatore per una partita CPU vs CPU.
Coppa Internazionale: una modalità equivalente alla Coppa del Mondo a 32 squadre, che il giocatore dovrà affrontare partendo dalle qualificazioni regionali.
World League: una lega con 48 squadre che si affrontano in due turni di andata e ritorno.
Scenario: 16 scenari che ripercorrono spezzoni di partite realmente giocate. La partita inizia a match già in corso in differenti situazioni, e, a seconda della difficoltà, il giocatore deve amministrare una vittoria (nelle partite più facili) o vincere una partita rompendo un pareggio o capovolgendo il risultato (in difficoltà più alte).
Modalità calcio di rigore: la classica serie di 5 calci di rigore a testa per squadra dove in caso di pareggio si procede ad oltranza.
Allenamento: sono presenti 4 modalità di allenamento. Allenamento libero in cui si corre liberamente per il campo con la possibilità di provare i comandi e le varie situazioni di gioco. Free kick, l'allenamento sui calci di punizioni. Corner kick, allenamento sui calci d'angolo. Goal Keeper training, allenamento specifico per il portiere, con il computer che parte in situazione di attacco.

## Squadre
52 squadre nazionali sono presenti nel gioco, oltre a sei squadre All-Star, accessibili solo tramite un cheat code o vincendo la 'World League' al livello 5.

### Europa A
- Germania
- Francia
- Italia
- Svizzera

### Europa B
- Austria
- Norvegia
- Danimarca
- Svezia

### Europa C
- Inghilterra
- Scozia
- Galles
- Irlanda del Nord

### Europa D
- Irlanda
- Spagna
- Portogallo
- Paesi Bassi

### Europa E
- Belgio
- Jugoslavia
- Croazia
- Romania

### Europa F
- Bulgaria
- Russia
- Grecia
- Turchia

### Asia/Oceania A
- Giappone
- Corea del Sud
- Arabia Saudita
- U.A.E.

### Asia/Oceania B
- Iran
- Australia
- Uzbekistan
- Kazakistan

### Africa A
- Camerun
- Nigeria
- Sudafrica
- Tunisia

### Africa B
- Marocco
- Egitto
- Liberia
- Ghana

### America Centrale
- Stati Uniti
- Canada
- Giamaica
- Messico

### Sud America A
- Brasile
- Argentina
- Colombia
- Uruguay

### Sud America B
- Paraguay
- Bolivia
- Cile
- Perù

## Recensione
Next Generation ha esaminato la versione per Nintendo 64 del gioco, dandogli quattro stelle su cinque e dichiarando che "Dopo alcune ore di gioco perdonerai l'apparente mancanza di miglioramenti e ti renderai conto che la sottigliezza è tutto nello sport più popolare sulla Terra. "[1]
Gli aggregatori di recensioni Metacritic e GameRankings hanno dato rispettivamente il 91% [2] e l'89,15% [3]. Cubed3 ha dato a International Superstar Soccer 98 8 su 10 lodando il suo gameplay "ridicolmente avvincente, crea un giocatore, sei diverse modalità (che hanno un'opzione di 64 squadre, nove stadi, quattro condizioni meteorologiche e una scelta di notte o giorno) e la possibilità di giocare in multiplayer con un massimo di tre giocatori". [4]